# كوسوكي نيشي
كوسوكي نيشي (باليابانية: 西 晃佑) (8 أبريل 1998 في توياما في اليابان – )؛ هو لاعب كرة قدم سابق كان يلعب كمهاجم.

## وصلات خارجية
- كوسوكي نيشي على موقع رابطة كرة القدم اليابانية للمحترفين (اليابانية)
- كوسوكي نيشي على موقع Soccerway.com (الإنجليزية)
- كوسوكي نيشي على موقع عالم كرة القدم.نت (الإنجليزية)